# Montlouis-sur-Loire
Montlouis-sur-Loire – miejscowość i gmina we Francji, w Regionie Centralnym, w departamencie Indre i Loara.
Według danych na rok 1990 gminę zamieszkiwało 8309 osób, a gęstość zaludnienia wynosiła 338 osób/km² (wśród 1842 gmin Regionu Centralnego Montlouis-sur-Loire plasuje się na 35. miejscu pod względem liczby ludności, natomiast pod względem powierzchni na miejscu 507.).

## Współpraca
- Appenweier, Niemcy
- Castelvetro di Modena, Włochy